# Université préfectorale de médecine de Fukushima
L'université préfectorale de médecine de Fukushima (福島県立医科大学, Fukushima kenritsu ika daigaku) est une université publique du Japon située dans la ville de Fukushima.